# Andrés Ojeda
Andrés Ojeda Spitz (Montevideo, 5 de enero de 1984) es un abogado penalista y político uruguayo. Integrante del Partido Colorado, fue su candidato a la presidencia de la República para las elecciones generales de 2024, instancia en la que fue electo como Senador de la República.
Graduado como abogado por la Universidad de la República y especializado en derecho penal, cobró notoriedad mediática por llevar adelante casos de impacto público.Asimismo, cobró relevancia por su rol como abogado del sindicato policial ―Sifpom―. Se ha desempeñado como columnista jurídico en el periódico El País, y en diferentes programas de televisión.
Afiliado al Partido Colorado desde 2002, sirvió como edil departamental de Montevideo por el período 2010-2015, y fue candidato a suplente de Intendente de Montevideo en 2020.En noviembre de 2023, aún sin poseer ningún cargo político-partidario, oficializó su precandidatura a la presidencia dentro del Partido Colorado en las elecciones internas de 2024. Resultó ganador de la interna colorada, convirtiéndose en el candidato a presidente de la República de cara a las elecciones generales de 2024 por el Partido Colorado. En la elección nacional finalizó en tercer puesto tras obtener el 16,03% de los votos, siendo electo como Senador de la República; otorgó su apoyo al nacionalista Álvaro Delgado para la segunda vuelta.En diciembre de ese año se convirtió en el secretario general del Partido Colorado.

## Primeros años y educación
Nació en Montevideo en 1984, uno de los dos hijos de Luis Enrique Ojeda y Patricia Spitz; tiene una hermana, Fernanda. Posee ascendencia irlandesa y alemana; su tatarabuelo paterno era un irlandés que emigró a Uruguay y se empleó en el ferrocarril, y su abuelo materno, un abogado oriundo de Alemania. Su abuelo paterno, Enrique Ojeda, fue coronel del Ejército.
Asistió al Colegio La Mennais en el barrio montevideano de Punta Gorda.En su niñez y adolescencia, Ojeda fue scout, lo que afirma que influyó decisivamente en su futuro.En el 2002 entró en la Facultad de Derecho, de donde se graduó como abogado en la Universidad de la República. Se especializó en Derecho Penal; cuenta con un posgrado en Derecho Penal Económico por la Universidad de Montevideo, un diplomado en Litigación Oral Penal por la Washington College of Law de la Universidad Americanay un máster en Derecho Penal en la Universidad Austral de Buenos Aires.

## Carrera profesional y mediática
Mientras cursaba sus estudios universitarios comenzó a trabajar como ayudante en un despacho de abogados, y tras graduarse fue empleado en una empresa de seguros. En 2015, Ojeda fue contratado como abogado defensor del exguerrillero tupamaro Héctor Amodio Pérez. Debido a la notoriedad de su cliente, su imagen comenzó a ocupar espacios en la opinión pública. Tras una oferta de incursionar en la televisión como columnista legal, debutó en Telenoche, noticiero del horario central de Canal 4. Posteriormente fue fichado por el programa matutino Buen día Uruguay para presentar una columna semanal sobre derecho penal en la que analizada diferentes casos.
En 2016 fue fichado por la señal de cable VTV para presentar una columna legal en su noticiero VTV Noticias. Por ese entonces comenzó a participar como invitado de diferentes programas de televisión, lo cual contribuyó al incremento de su presencia mediática. En 2020 se convirtió en abogado del Sindicato de Funcionarios Policiales de Montevideo-Uruguay ―Sifpom―, sucediendo en dicho cargo a Washington Abdala.
Ojeda dirige su propio bufete: «Andres Ojeda Abogados», que en 2022 fue rankeado como "excelente" por tercer año consecutivo por la agencia francesa de servicios financieros, «Leaders League».

## Ámbito político

### Inicios
Mientras cursaba sus estudios universitarios se vinculó al gremio estudiantil Foro Universitario, de orientación batllista.A través de esta vinculación, fue invitado a asistir a un discurso del expresidente Julio María Sanguinetti en una reunión del sector de Foro Batllista, y posteriormente se afilió al Partido Colorado. En las elecciones generales de 2004 militó por la fórmula de Guillermo Stirling y Tabaré Viera. En las elecciones internas de 2009 militó por la precandidatura de Luis Hierro López y de cara a los comicios generales de octubre apoyó a Pedro Bordaberry.
En las elecciones municipales de 2010 resultó electo edil departamental de Montevideo para el periodo 2010-2015. En las elecciones internas de 2019 apoyó la precandidatura del expresidente Julio María Sanguinetti como integrante del sector Batllistas, y de cara a las elecciones generales de octubre integró el equipo del candidato colorado Ernesto Talvi como asesor en seguridad.En febrero de 2020, como representante del Partido Colorado en la Coalición Multicolor, fue anunciado como suplente de Laura Raffo en su candidatura a Intendenta de Montevideo en las elecciones departamentales y municipales de ese año.

### Candidatura a la presidencia

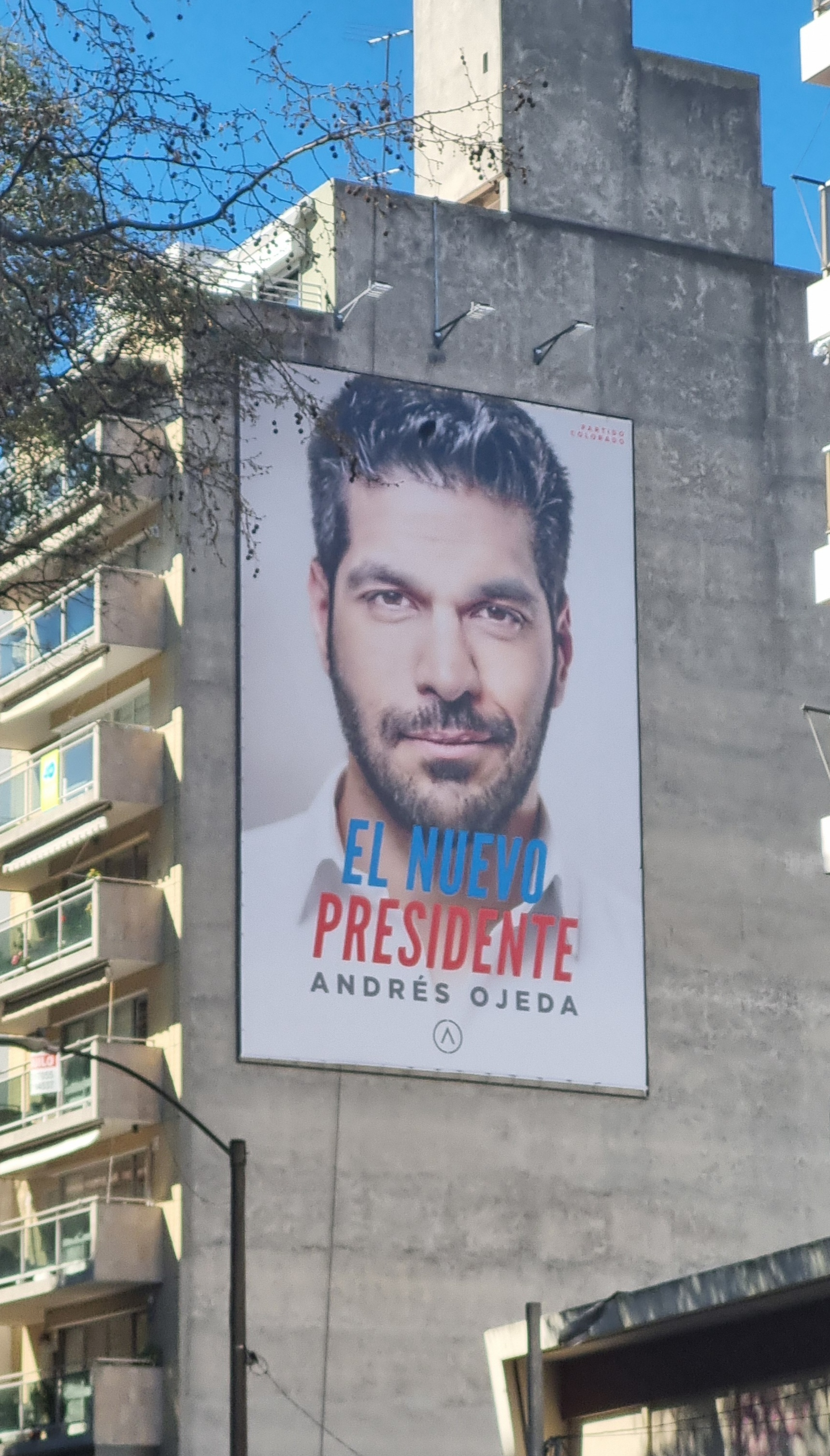
Cartelería política de Andrés Ojeda como candidato del Partido Colorado de cara a octubre.

Aún sin poseer cargo público o partidario, desde 2021 su perfil mediático provocó que su nombre se haya mencionado como figura de recambio generacional en el Partido Colorado. El 11 de noviembre de 2023 Ojeda anunció oficialmente, a través de redes sociales, su precandidatura a la Presidencia de la República de cara a las elecciones internas de 2024. Durante su campaña apostó por una «renovación» en la política.
En febrero de 2024, la diputada Elsa Capillera se desmarcó de Cabildo Abierto para adherir a la precandidatura de Ojeda. Por su parte, el 17 de abril, el diputado ―y hasta entonces precandidato colorado― Gustavo Zubía manifestó oficialmente que bajaba su candidatura para sumarse a la de Ojeda. Días más tarde, en el contexto de cruces entre precandidatos, fue acusado por el también precandidato Guzman Acosta y Lara de ser «anticolorado». Por otra parte, la precandidatura fue acusada por la participación de jerarcas del sindicato policial en sus actos políticos.

En las elecciones internas, el 30 de junio de 2024, Ojeda obtuvo un 39,5% del voto dentro del Partido Colorado, venciendo así a los también precandidatos Robert Silva, Gabriel Gurméndez, Tabaré Viera, Carolina Ache Batlle y Zaida González. Un día más tarde, el 1 de julio, anunció a Robert Silva como su compañero de fórmula de cara a las elecciones generales de octubre.El 17 de agosto, la fórmula Ojeda-Silva fue ratificada oficialmente por la Convención Nacional del Partido Colorado. El 29 de agosto, el comando de campaña presentó el programa de gobierno de la candidatura, denominado «Contrato con Uruguay». Entre los grandes ejes de su campaña se marcaron la salud mental, el bienestar animal y la desregulación económica. En el marco de las propuestas de enmienda constitucional a someterse a votación, Ojeda se posicionó en contra de la proyecto de reforma del sistema de seguridad social, y a favor de la reforma para habilitar los allanamientos nocturnos.

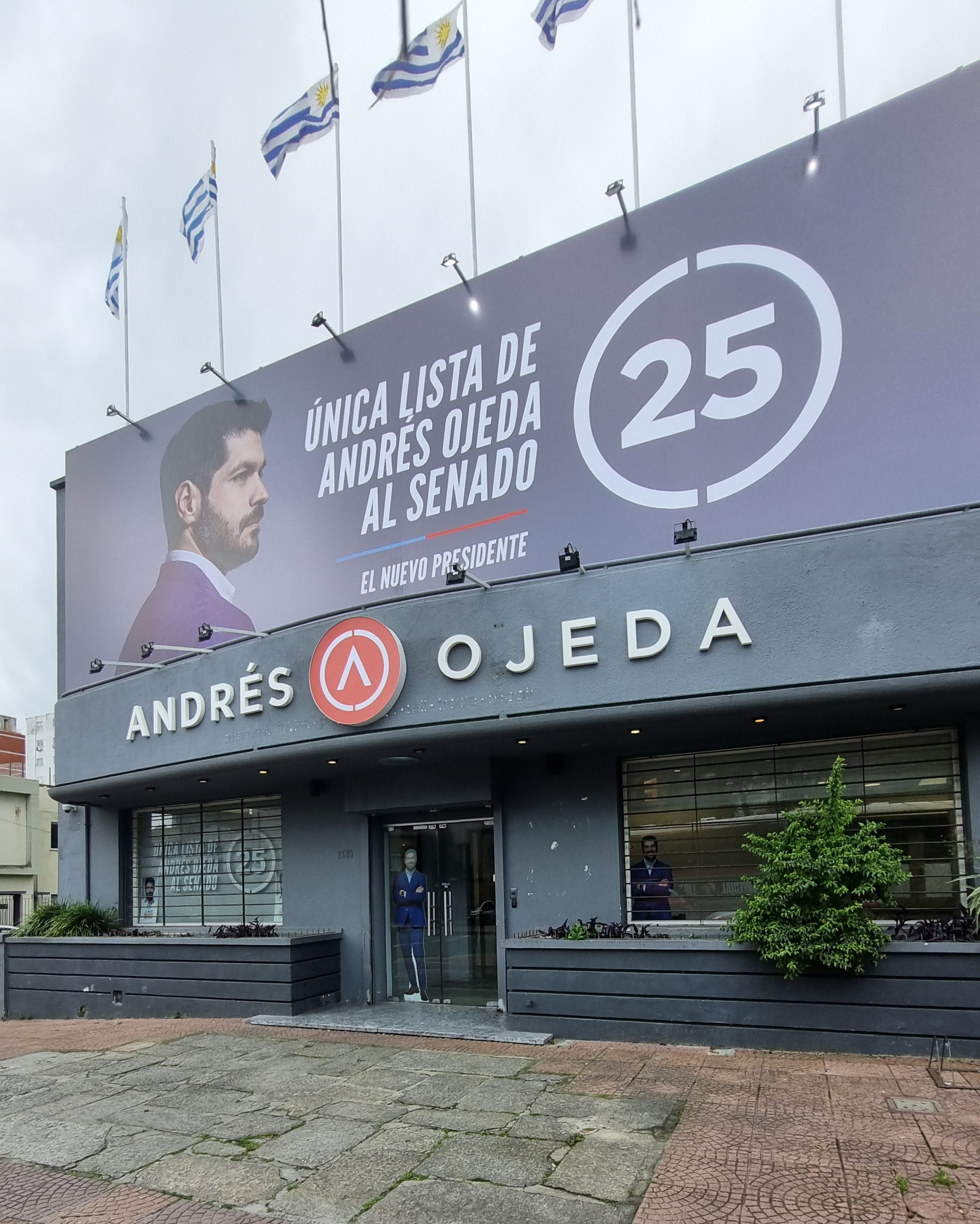
Sede de su campaña presidencial.

Durante la campaña, Ojeda enfatizó en su intención de mantener y fortalecer la Coalición Republicana, describiéndose como un «coalicionista convencido». Asimismo, varios de sus spots publicitarios ganaron gran nivel de cobertura mediática a nivel nacional e internacional. El 15 de octubre, denunció ante los medios de comunicación que se estaba realizando «una campaña sucia y de fake news» en su contra por parte del Frente Amplio, tras la aparición de un spot publicitario en el que se presenta a una mujer que estaba cazando animales como su pareja sentimental, y que ponía en duda las propuestas en materia de bienestar animal de su candidatura. Ojeda apuntó contra el politólogo y catedrático argentino Mario Riorda ―asesor del candidato frenteamplista Yamandú Orsi―, tras la vinculación de este con Quarq SAS, empresa que financió la pauta publicitaria en cuestión.

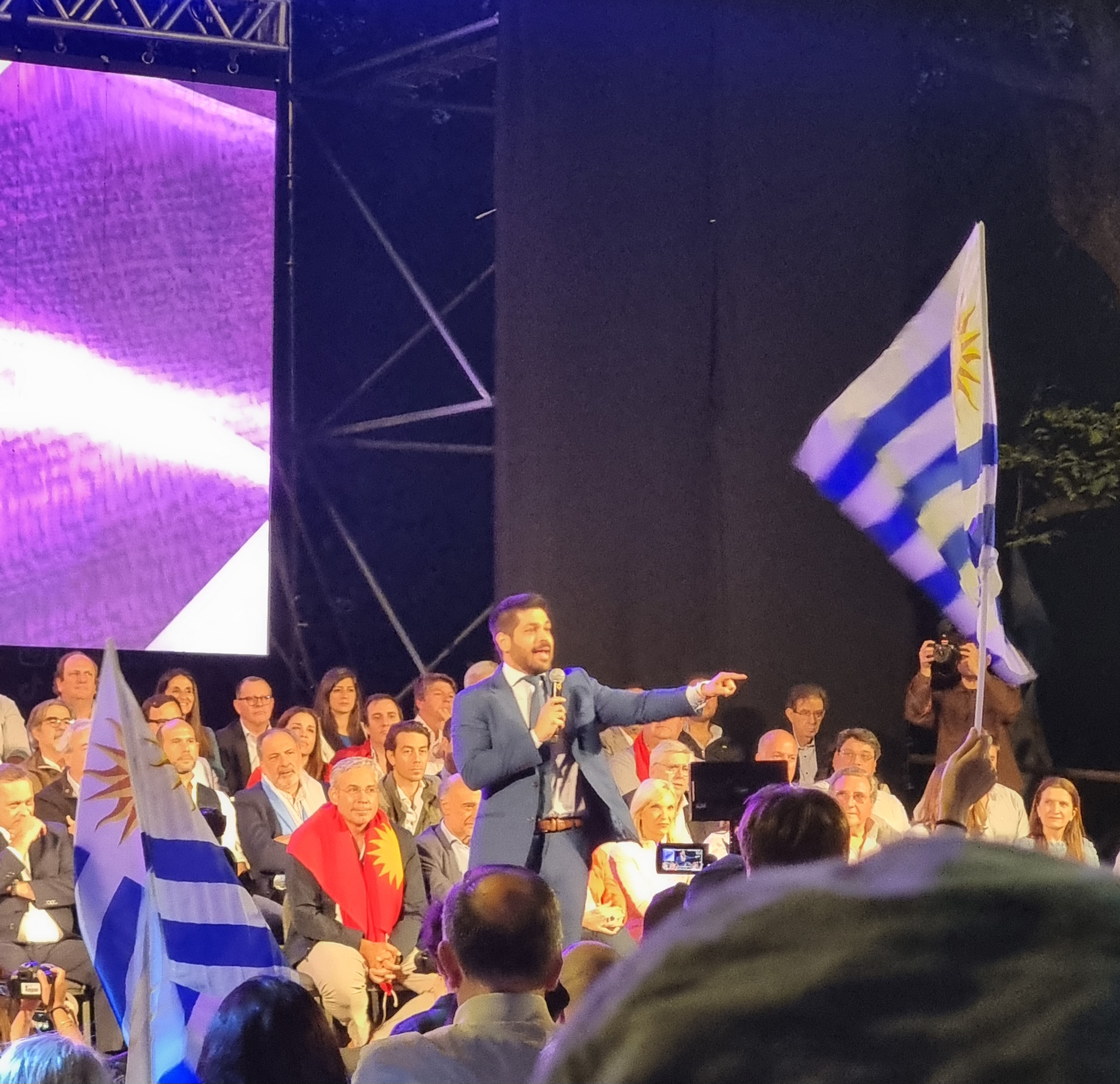
Andrés Ojeda dando un discurso en el acto de cierre de campaña de la Coalición Republicana para balotaje.

Finalmente, en las elecciones generales finalizó en tercer puesto tras obtener 392.514 votos, correspondiente al 16,98% del electorado. El resultado significó un aumento de aproximadamente cuatro puntos porcentuales para el Partido Colorado, en relación a los comicios de 2019. El partido aumentó su representación parlamentaria, y Ojeda resultó electo Senador de la República. Tras la proyección de los resultados, confirmó su apoyo al candidato del Partido Nacional, Álvaro Delgado Ceretta de cara a la segunda vuelta de balotaje, como integrante de la Coalición Republicana.

### Senador de la República
El lunes 23 de diciembre el Comité Ejecutivo Nacional ―CEN― del Partido Colorado, surgido a partir de la votación de los convencionales partidarios el sábado 21 de diciembre, designó a Andrés Ojeda como el nuevo secretario general del Partido Colorado, cargo que anteriormente fue desempeñado por el expresidente Julio María Sanguinetti desde el 18 de diciembre de 2019 hasta el 26 de febrero de 2024, pasando luego a ser desempeñado, pero sin poseer el cargo, el prosecretario Gustavo Osta.El lunes 30 de diciembre, tras la primera reunión de Ojeda como secretario general, el Partido Colorado resolvió recurrir ante la Corte Electoral «en lo que respecta a la imposibilidad de cruzar el voto entre lo departamental y lo municipal». El viernes 3 de enero de 2025, el Partido Colorado y el Partido Independiente presentaron el recurso contra la reglamentación que impide el cambio de lemas en aras de ser aprobado antes de las elecciones departamentales de 2025. El miércoles 22 de enero la Corte Electoral negó el recurso presentado.
El 15 de febrero de 2025 Andrés Ojeda asumió su banca en el Senado con la inauguración de la nueva legislatura.A finales de ese mes, junto a los senadores colorados Gustavo Zubía y Robert Silva, impulsaron un proyecto que modifica cinco puntos de la ley de violencia hacia las mujeres basada en género del año 2017.  El 27 de marzo presidió en la Casa del Partido Colorado el encuentro de presidentes de la República por 40 años de democracia. En abril Ojeda retomó dos proyectos de ley de bienestar animal: permitir en todos los apartamentos el poder mantener mascotas y prohibir el sangrado de yeguas preñadas. A mediados de 2025, Ojeda se posicionó en contra de la anulación del contrato del proyecto Arazatí y de la posible creación de un Ministerio de Justicia, y apoyó el acortamiento del calendario electoral. El lunes 11 de agosto, luego de sesionar en el Comité Ejecutivo Central del Partido Colorado, Ojeda dijo que se resolvió «reivindicar y respaldar» la iniciativa de aprobación de la eutanasia, que impulsó en el anterior período legislativo el exdiputado Ope Pasquet.

## Vida personal
En 2017 contrajo matrimonio con la modelo, actriz y abogada Natalie Yoffe, con quien había iniciado una relación en 2015. En abril de 2023 la pareja anunció su divorcio, después de varios meses de separación.En diciembre de 2024 Ojeda oficializó en redes sociales su vínculo amoroso con Kelsey Clay, la mujer estadounidense con la que se lo asoció durante la campaña electoral de 2024. Actualmente reside en el barrio montevideano de Buceo.